# Острова Кучина
Острова́ Ку́чина — группа из двух островов в архипелаге Земля Франца-Иосифа, Приморский район Архангельской области России.
Острова расположены в центральной части архипелага в двух километрах к северо-востоку от острова Солсбери.
Состоят из двух островов расположенных на небольшом расстоянии друг от друга, большего, округлой формы диаметром около 500 метров и совсем мелкого длиной менее 100 метров. На большем острове небольшая (18 метров) возвышенность, на обоих островах каменистые россыпи.
Названы в честь Александра Кучина, русского полярного исследователя, участника экспедиции Амундсена на Южный полюс, капитана погибшей экспедиции Русанова.